# Steve Cowe
Steven Mark Cowe (sinh ngày 29 tháng 9 năm 1974) là một cầu thủ bóng đá người Anh thi đấu ở Football League ở vị trí tiền đạo cho Swindon Town. Ông bắt đầu sự nghiệp với Aston Villa, nhưng chưa bao giờ thi đấu cho đội chính, và chơi cho nhiều đội bóng non-league khác nhau. Ông giải nghệ năm 2009.